# Bond van Doorstarters
De Bond van Doorstarters ("B.V.D.") was tussen begin  1984 en 31 maart 1988 een programmaonderdeel van het TROS Hilversum 3 / Radio 3 radioprogramma de Soulshow gepresenteerd door dj Ferry Maat.
In de tweede helft van de jaren zeventig ontstond er in de Verenigde Staten een nieuwe rage onder disckjockeys, het zogenaamde "mixen". In plaats van het presenteren, zoals men dit aanvankelijk ook op de radio gewend was te doen met onder andere het gesproken woord via de microfoon, werden in de discotheken voortaan de platen aan elkaar gemixt in plaats van aan elkaar gepraat. 
Professionele diskjockeys gingen vanaf begin 1984 hun mixes wekelijks insturen naar de TROS t.a.v. de Soulshow en de (fictieve) "Bond Van Doorstarters" werd zodoende een vast programmaonderdeel. Na verloop van tijd konden ook amateurs hun eigen mixes insturen, hiervoor werd de term "het leger van thuisbeoefenaren" gebruikt. 
De mix werd steevast ingeleid door een jingle met de volgende aankondiging:
"In het kader van de door de regering beschikbare gestelde zendtijd voor De Bond Van Doorstarters, volgt nu een uitzending van De Bond Van Doorstarters.
Door-door-door-door-door-doorstarters."